# ویکی‌پدیای کنوری
ویکی‌پدیای کنوری نسخهٔ زبان کنوری وب‌گاه ویکی‌پدیا است.

## تاریخچه
ویکی‌پدیای کنوری در ۲۵ اوت ۲۰۱۶، بدون مقاله و بسته شده، در رتبه دویست و نود و چهار و آخرین ویکی‌پدیاها قرار دارد.